# Staticobium strongilosiphon
Staticobium strongilosiphon är en insektsart. Staticobium strongilosiphon ingår i släktet Staticobium och familjen långrörsbladlöss. Inga underarter finns listade i Catalogue of Life.